# Afstalinisering
Afstalinisering (russisk: десталинизация) omfattede en række politiske reformer i Sovjetunionen efter den mangeårige leder Josef Stalins død i 1953, og optøningen forårsaget af Nikita Khrusjtjovs opstigning til magten og hans ”hemmelige” tale fra 1956, "Om personkulten og dens konsekvenser", som fordømte Stalins persondyrkelse og det Stalins politiske styre.
Monumenter over Stalin blev væltet, hans navn blev fjernet fra bynavne, veje, bygninger, og Sovjetunionens statshymne, og hans mumificerede lig blev fjernet fra Lenins mausoleum (fra 1953 til 1961 kendt som Lenin og Stalin-mausoleet) og begravet.
Disse reformer blev startet af den kollektive ledelse, som efterfulgte ham efter hans død den 5. marts 1953, bestående af Georgi Malenkov, Sovjetunionens premierminister; Lavrentij Berija, leder af Sovjetunionens Indenrigsministerium; og Nikita Khrusjtjov, Førstesekretær i Sovjetunionens kommunistiske parti (SUKP).

## Terminologiproblemer
Udtrykket afstalinisering er et udtryk, der vandt frem i både Rusland og den vestlige verden efter Sovjetunionens sammenbrud, men blev aldrig brugt under Khrusjtjov-æraen. Imidlertid blev afstaliniseringsbestræbelser fremsat på dette tidspunkt af Khrusjtjov og Sovjetunionens regering under dække af "overvindelsen/afsløringen af personkulten", med en kraftig kritik af Josef Stalins "personkults-æra". Men forud for Khrusjtjovs "hemmelige tale" til Sovjetunionens kommunistiske partis 20. partikongres, blev ingen direkte forbindelse mellem Stalin som person og "persondyrkelsen" åbenlyst lavet af Khrusjtjov eller andre i partiet, selvom arkivdokumenter viser, at stærk kritik af Stalin og hans ideologi omtalt i private diskussioner af Khrusjtjov i Sovjetunionens Øverste Sovjet.

## "Tavs afstalinisering"
Afstalinisering betød en ende på den rolle storstilet tvangsarbejde havde haft for økonomien. Processen med at befri Gulag fanger blev initieret af Lavrentij Berija. Han blev hurtigt fjernet fra magten, arresteret den 26. juni 1953 og henrettet den 24. december 1953. Khrusjtjov fremstod som den mest magtfulde sovjetiske politiker. En periode med "tavs afstalinisering" fandt efterfølgende sted, da revisionen af Stalins politik blev udført i hemmelighed og ofte uden forklaring. Der var farer ved at fordømme Stalin, da han var blevet placeret på en piedestal både hjemme og blandt kommunister i udlandet. I denne periode var der en række ikke-offentliggjorte politiske rehabiliteringer, ved hjælp af personer og grupper såsom marskal Mikhail Tukhachevsky, politbureaumedlemmerne Robert Eikhe og Jan Rudsutak, dem, der blev henrettet i Leningrad-affæren (russisk: Ленинградское дело, Leningradskoye delo), som var en række straffesager fremstillet i slutningen af 1940'erne–begyndelsen af 1950'erne af Stalin for at anklage en række prominente Leningrad-baserede autoritetspersoner og medlemmer af det kommunistiske parti for forræderi og intention om at skabe en anti-sovjetisk organisation baseret i byen, samt frigivelsen af ofre for den berygtede Artikel 58, der indeholdt en bred definition af begrebet ”kontrarevolutionær virksomhed”, der havde ført til arrestation af hundredtusinder. Men på grund af den enorme tilstrømning af fanger, der vendte tilbage fra lejrene (90.000 fanger alene i 1954-55), kunne dette ikke fortsætte.
Anastas Mikojan, en nær allieret af Khrusjtjov, spillede en væsentlig rolle i den tidlige afstaliniseringsproces. I marts 1954 opfordrede han til rehabilitering af digteren Yeghishe Charents, et offer for udrensningerne, i en tale i Yerevan, Armenien, digterens hjemland. Han spillede efterfølgende en ledende rolle i rehabiliteringen af politiske fanger og arbejdede med Gulag-hjemvendte Alexei Snegov og Olga Shatunovskaja for at overbevise Khrusjtjov om nødvendigheden af at fordømme Stalin. I december 1955 foreslog Khrusjtjov, at en kommission skulle oprettes for på vegne af præsidiet at undersøge Stalins aktiviteter. Denne undersøgelse fastslog, at ud af de 1.920.635 arresterede for anti-sovjetiske aktiviteter, var 688.503 (35,8 procent) blevet henrettet. Mange af disse var blevet arresteret på grundlag af opdigtede beviser og tilstået under tortur godkendt af Stalin.

## Khrusjtjovs "hemmelige tale"
Mens afstaliniseringen stille og roligt havde været i gang lige siden Stalins død, var den afgørende begivenhed Khrusjtjovs tale om Stalin med titlen "Om personkulten og dens konsekvenser". Den 25. februar 1956 blev afstaliniseringen officiel, da han talte til et lukket møde i Sovjetunionens kommunistiske partis 20. kongres , og redegjorde for nogle af Stalins forbrydelser og "vilkårene for usikkerhed, frygt og endda desperation", skabt af Stalin. Khrusjtjov chokerede sine lyttere ved at fordømme Stalins diktatoriske styre og hans personkult som han erklærede værende uforenelig med kommunismen og partiets ideologi. Blandt andre punkter fordømte han behandlingen af de "gamle bolsjevikker" (russisk: ста́рый большеви́к, stjernebolsjevik), hvilket refererede til bolsjevikker, som havde meldte sig ind i Ruslands Socialdemokratiske Arbejderparti før 1905 og havde støttet kommunismen før revolutionen, men hvoraf mange på Stalins ordre var blevet henrettet som forrædere. Khrusjtjov angreb også forbrydelser begået af Berias medarbejdere.

### Motivation
En af grundene til Khrusjtjovs tale var hans moralske samvittighed; Aleksandr Solsjenitsyn sagde, at Khrusjtjov talte ud fra en "hjertebevægelse". Dette, mente kommunisterne, ville forhindre et fatalt tab af selvtillid og genoprette enhed i partiet.
Historikeren Martin McCauley hævder, at Khrusjtjovs formål var at "befri partiets embedsmænd fra frygten for undertrykkelse". Khrusjtjov hævdede, at hvis partiet skulle være en effektiv mekanisme, fritaget fra ethvert individs brutale magtmisbrug, kunne det transformere Sovjetunionen såvel som hele verden.
Andre har dog antydet, at talen blev holdt for at aflede skylden fra kommunistpartiet eller principperne for marxismen–leninismen og placere skylden for terroren direkte på Stalins skuldre og dermed forhindre en mere radikal debat.Offentliggørelsen af talen fik mange partimedlemmer til at trække sig i protest, både i udlandet og inden for Sovjetunionen.
Ved at angribe Stalin, hævder McCauley, underminerede han troværdigheden af Vjatjeslav Molotov, Georgij Malenkov, Lasar Kaganovitj og andre politiske modstandere, som havde været i "Stalins inderkreds" i løbet af 1930'erne mere end han havde været. Hvis de ikke "kom over til Khrusjtjov", "risikerede de at blive forvist med Stalin" og forbundet med hans diktatoriske kontrol.

## Ændringer

### Fængsler
Med amnesti-dekretet fra marts 1953 begyndte løsladelsen af de fleste fanger i Gulag. Tidligere politiske fanger stod ofte over for indgroet fjendtlighed i befolkningen ved deres tilbagevenden, hvilket gjorde det vanskeligt at genintegrere dem i det normale liv. Den 25. oktober 1956 erklærede en resolution fra det kommunistiske parti, at eksistensen af Gulag-arbejdssystemet var "uhensigtsmæssig". Gulag-institutionen blev lukket af Indenrigsministeriets (MVD) kendelse Nr. 020 af 25. januar 1960.
For dem, der blev tilbage, forsøgte Khrusjtjov at gøre Gulag-arbejdssystemet mindre hårdt ved at tillade fangerne at sende breve hjem til deres familier og ved at tillade familiemedlemmer at sende tøj til fanger, hvilket ikke havde været tilladt under Stalin.

### Omdøbning af steder og bygninger
Khrusjtjov omdøbte eller ændrede navnene på mange steder, der bar Stalins navn, inklusive byer, territorier, vartegn og andre faciliteter. Sovjetunionens statshymne blev renset for henvisninger til Stalin, og det blev også hymnerne fra dets republikker. De Stalin-centrerede og Anden Verdenskrig-æra linjer i teksterne blev effektivt fjernet, da en instrumental version erstattede den. “Josef Stalin Paladset for Kultur og Videnskab” i Warszawa, Polen, blev omdøbt i 1956. ”Pik Stalina” (Stalintoppen), det højeste punkt i USSR, blev i 1962 omdøbt til ”Pik Kommunizma”. Efter USSR's sammenbrud blev bjerget omdøbt til Pik Ismoil Somoni.
Byen Stalin, i Bulgarien, blev i 1956 tilbageført til sit oprindelige navn, Varna. Staliniri i Sydossetien blev samme år omdøbt til Tskhinvali. I DDR blev Stalinallee i Berlin til Karl-Marx-Allee. Byen Stalinstadt, i Bezirk Frankfurt, ændrede navn til Eisenhüttenstadt.

### Fjernelse af monumenter
I kølvandet på disse offentlige omdøbninger afmonterede den sovjetiske regering i hundredvis af Stalin-monumenter over hele USSR. For eksempel blev monumentet over Stalin i den armenske hovedstad Yerevan fjernet i foråret 1962 og erstattet af ”Moder Armenien” i 1967. Adskillige flere monumenter blev demonteret eller ødelagt på tværs af østblokken. I november 1961 blev den store Stalin-statue på Berlins monumentale Stalinallee fjernet i en hemmelig operation. Stalin-monumentet i Budapest blev ødelagt i oktober 1956. Det største, Stalin-monumentet i Prag, blev nedtaget i november 1962.

### Flytning af Stalins lig
Afstaliniseringsprocessen toppede i 1961 under kommunistpartiets 22. kongres. To store afstaliniseringsbegivenheder markerede møderne: Den første begivenhed var at Stalins lig den 31. oktober 1961 blev flyttet fra Lenins mausoleum på den Røde Plads til begravelsespladsen Kremlmurens nekropolis; den anden begivenhed fandt sted den 11. november 1961, hvor "heltebyen" Stalingrad blev omdøbt til Volgograd.

### Udenrigspolitiske forandringer efter Stalin
I kølvandet på Stalin-æraen definerede Khrusjtjov sovjetisk udenrigspolitik under den Kolde Krig. Den største ændring af udenrigspolitikken handlede om "uforpligtede nationer". Der var to typer neutralitet ifølge sovjetterne, den efter ideologi og den efter omstændigheder. Mange af de nationer, der var neutrale, kom fra begge disse grupper og var tidligere kolonier af europæiske magter. Under Stalin var der ikke plads til neutrale lande, og ideen om neutrale magter opstod under Khrusjtjov. Khrusjtjovs største bidrag til udenrigspolitikken var at udnytte andre aspekter af afstaliniseringen til at forsøge at vise verden et anderledes Sovjetunionen, der var mere i overensstemmelse med traditionelle socialistiske idealer.

## Omfanget af afstalinisering
Samtidshistorikere betragter begyndelsen på afstaliniseringen som et vendepunkt i Sovjetunionens historie, der begyndte under Khrusjtjov. Den aftog under Brezhnev-perioden indtil midten af 1980'erne og accelererede igen med politikkerne perestrojka og glasnost under Mikhail Gorbatjov.
Afstalinisering er blevet betragtet som en skrøbelig proces. Historikeren Polly Jones sagde, at "gen-stalinisering" var højst sandsynlig efter en kort periode med "optøning". Anne Applebaum er enig: "Den æra, der blev kaldt "optøningen" ' var i sandhed en æra med forandring, men forandring af en særlig art: reformer tog to skridt frem, og så et skridt – eller nogle gange tre skridt – tilbage."

## Eftervirkninger
Khrusjtsjov blev nedstemt og måtte gå af som førstesekretær og statsminister i 1964. Men på de ti år siden Stalins død havde meget forandret sig. Ikke mindst var den frygt, der tidligere prægede de kommunistiske diktaturer blevet mindre. Kun i Folkerepublikken Kina og Albanien fortsatte dyrkelsen af Stalin. Sovjetunionens fordømmelse af Stalin førte til et brud mellem Sovjet og Kina, hvor diktatoren Mao beskyldte Sovjetunionens kommunistparti for "revisionisme".